# WiTricity

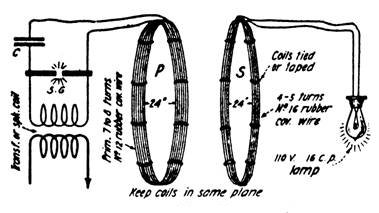
Fig.1 Transformador WiTricity

La WiTricity (de l'anglès, wireless electricity, electricitat sense fils) és un sistema de transmissió d'energia sense cables desenvolupat per investigadors del MIT. La witricidad utilitza camps de ressonància magnètica propers (near field) per disminuir la pèrdua d'energia.
L'experiment més conegut va consistir a encendre una bombeta de 60 watts, mitjançant l'oscil·lació simultània per ressonància de dues bobines situades a dos metres de distància, amb una eficiència del 40% per raó de la pèrdua d'energia per dissipació.

## Història
La tècnica de la transmissió d'energia sense fils no és nova. Des del segle xix, equips de físics han tractat d'aconseguir transmetre l'electricitat sense fils. Però el problema és que la distribució de les ones electromagnètiques és omnidireccional i ha frenat el desenvolupament d'aquesta tecnologia experimental. La recuperació de l'interès sobre el tema es deu principalment a l'era dels telèfons mòbils, ordinadors portàtils, reproductors de MP3 i altres dispositius portàtils.

## Descripció
La WiTricity es basa en un sistema que consisteix d'un transmissor i un receptor amb antenes de bucle magnètic sintonitzades a la mateixa freqüència. Atès que la instal·lació funciona per "camp electromagnètic proper" (en contraposició a la radiació de camp distant), els receptors han d'estar a una distància de pocs metres del transmissor. El sistema utilitza una gamma relativament baixa de l'alta freqüència (alguns MHz). L'equip del MIT també ha fet simulacions amb un ressonador dielèctric a alguns gigahertz.
El concepte de WiTricity és bàsicament idèntic al del camp magnètic de la bobina de Tesla, però utilitzant una energia molt menor i més segura. La tecnologia de "camp proper" (near field) dona una bona transmissió d'energia si el transmissor i el receptor estan a prop, però amb la tecnologia dels "camps distants", l'energia de la font sempre es transmet en totes direccions, causant-ne una pèrdua considerable.